# 7,7 × 58 mm Arisaka
La 7,7 × 58 mm Arisaka, meno nota come 7,7 × 58 mm Type 99, è stata una cartuccia per fucile e mitragliatrice realizzata dall'Impero giapponese verso la fine degli anni trenta per rimpiazzare la precedente 6,5 × 50 mm Arisaka, che aveva evidenziato moderata potenza e una certa dispersione nel corso della fase iniziale della seconda guerra sino-giapponese. Ricavata dalla munizione per mitragliatrice 7,7 × 58 mm Type 92, fu immessa in servizio nella prima metà del 1939, in contemporanea alle armi per le quali era stata pensata, cioè il fucile d'ordinanza a otturatore girevole-scorrevole Type 99 e la mitragliatrice leggera Type 99.
La 7,7 × 58 mm Arisaka dette prova di eccellente potere d'arresto e notevole gittata, ma non fu possibile rimpiazzarla del tutto alla cartuccia da 6,5 mm, perciò entrambe furono impiegate nel corso della seconda guerra mondiale.

## Storia
Nel 1905 l'esercito imperiale giapponese si era definitivamente volto all'adozione in massa del fucile a otturatore girevole-scorrevole Type 38, derivato dal precedente Type 30 e camerato per la cartuccia 6,5 × 50 mm Arisaka. Per oltre trent'anni il fucile e la munizione dettero eccellenti risultati e quest'ultima fu anche impiegata su diverse mitragliatrici. Tuttavia le operazioni ai confini della Manciuria nel corso della prima metà degli anni trenta e le prime battaglie della seconda guerra sino-giapponese, scoppiata nel luglio 1937, evidenziarono che sulle lunghe distanze (prevalenti in quel teatro bellico) la traiettoria del proiettile era meno precisa e troppo suscettibile al vento.
Nel 1938 l'esercito attivò una commissione per una nuova cartuccia, più potente e di calibro maggiore: la prima fu sviluppata dalla 7,7 × 58 mm Type 92, munizione per la mitragliatrice pesante Type 92. All'inizio del 1939 le prove della cartuccia, su quattro diversi fucili, furono interrotte a causa di problemi nell'estrazione primaria del bossolo ed essa fu privata del semi-collarino: a maggio i collaudi di sparo si conclusero positivamente e fu immessa in servizio la nuova munizione 7,7 × 58 mm Arisaka, cognome dell'inventore dei primi fucili e carabine dell'esercito imperiale che aveva finito con l'indicare tutta questa famiglia d'armamenti. Era designata anche "Type 99", dalle ultime due cifre del calendario imperiale (il 2599, corrispondente al 1939 sul calendario gregoriano).
Una fonte afferma invece che fu presa in esame la 7,7 × 56 mm SR della mitragliatrice brandeggiabile su velivoli Type 92, copia su licenza della mitragliatrice Lewis.

## Impiego operativo
Sempre nel 1939 l'esercito accettò il fucile Type 99, progettato espressamente per la 7,7 × 58 mm Arisaka che fu mantenuta nella versione da tiratore scelto; fu inoltre immatricolata, nello stesso calibro, la mitragliatrice leggera Type 99. Nel 1940 e nel 1941 furono disegnati e prodotti prototipi di fucili per paracadutisti pieghevoli/smontabili (Type 100, Type 2) camerati per questa munizione. Infine sia la mitragliatrice pesante Type 92, sia quella da carro armato Type 97, potevano alla bisogna essere rifornite con la nuova Arisaka senza difficoltà, visto che esse cameravano cartucce con semi-collarino. Lo stato maggiore generale dell'esercito aveva pianificato di sostituire la vecchia 6,5 × 50 mm Arisaka con quella in 7,7 mm, ma questi programmi fu sorpreso, in pieno svolgimento, dall'ingresso dell'Impero giapponese nella seconda guerra mondiale; l'esercito imperiale, sotto l'impellenza delle necessità militari, utilizzò entrambe sino al termine del conflitto.
La munizione, sin dai primi utilizzi sul campo, confermò le aspettative: superiore potere d'arresto, precisione e gittata aumentate. Inoltre il proiettile di tali cartucce, poiché molto più pesante sulla punta che sul fondo, al momento dell'impatto con il bersaglio si capovolgeva, producendo ferite particolarmente gravi. Negli ultimi mesi del conflitto ne fu creata una versione accorciata di un millimetro ("7,7 × 57 mm Arisaka"), adatta per essere sparata dal fucile semiautomatico Type 5, rimasto allo stadio sperimentale.

## Caratteristiche
La cartuccia 7,7 × 58 mm Arisaka era lunga nel complesso 80 mm. Presentava un bossolo in ottone sagomato a collo di bottiglia, lungo 57,7 mm. Il diametro del colletto misurava 8,6 mm, che si accresceva a 12 mm per la testa e per la base del bossolo, che era senza collarino. La spalla aveva un'inclinazione di 25°30' e in sua corrispondenza il diametro interno era pari a 10,89 mm esatti.
Sul fondello, caratterizzato da un marchio rosso o rosa, si trovava l'innesco a percussione centrale "Berdan" a due fori di vampa che, una volta colpito, accendeva la carica di lancio consistente in una piccola quantità di nitrocellulosa. Il proiettile aveva anima in piombo ed era del tipo incamiciato: esso era lungo 35,2 mm, al momento dello sparo generava un'energia di 308 kg·m, cioè 3021,48 joule e raggiungeva una velocità iniziale di 710 m/s. Il proiettile pesava 181 grani, ovvero 12,67 grammi.

## Versioni specializzate
La 7,7 × 58 mm Arisaka fu distribuita con proiettili di vario tipo oltre a quello standard in piombo incamiciato.
- tracciante: marchio verde sul fondello; questo proiettile era lungo 37,6 mm
- perforante: marchio nero sul fondello
- a corta gittata: marchio rosa sul fondello e proiettile di dimensioni ridotte, sporgente di appena 2 o 5 mm dal colletto
- incendiario: marchio magenta sul fondello; questo proiettile era lungo 37,6 mm
- a salve: vi erano due tipi di proiettili a salve, uno di carta porpora o rossa e uno in legno
- ad alto potenziale: base del bossolo dipinta in porpora scuro; questo proiettile era lungo 37,6 mm
- da istruzione e addestramento: bossolo con uno o due anelli zigrinati oppure con due anelli zigrinati e il proiettile con uno/due solchi leggeri.